# Jakobus Kemp
Pour les articles homonymes, voir Kemp.
Pas d'image ? Cliquez ici

a Compétitions nationales et continentales officielles uniquement.

 Jakobus « Kobus » Britz Kemp, né le 9 novembre 1982 à Paarl en Afrique du Sud, est un joueur sud-africain de rugby à XV qui a notamment évolué dans les rangs du Stade aurillacois, au poste de centre (1,82 m, 87 kg).

## Biographie
Kobus Britz débute dans les équipes scolaires puis amateurs de la Western Province, mais ne parvient pas à percer au plus haut niveau. Il joue surtout dans le championnat de clubs du Cap (WPRFU Senior League) pour le club de NNK (Noordelikes/Northlink-Kollege), à Parow. Il quitte alors Le Cap pour Figeac en Fédérale 2, puis est transféré en 2007 à Aurillac où il retrouve Delkeith Pottas, ancien partenaire de NNK.
Il met un terme à sa carrière sportive après la saison 2015-2016 de Pro D2, ponctuée d'une défaite en finale d'accession au Top 14 contre l'Aviron bayonnais.

## Carrière
- 2004 : Western Province amateurs, Vodacom Cup ( Afrique du Sud)
- 2005 : NNK (Noordelikes/Northlink-Kollege, Parow) ( Afrique du Sud)
- 2006 : CS Figeac ( France)
- 2006-2016 : Stade aurillacois ( France)

## Palmarès
- Champion de France de Fédérale 1 : 2007